# الفخار الروماني القديم

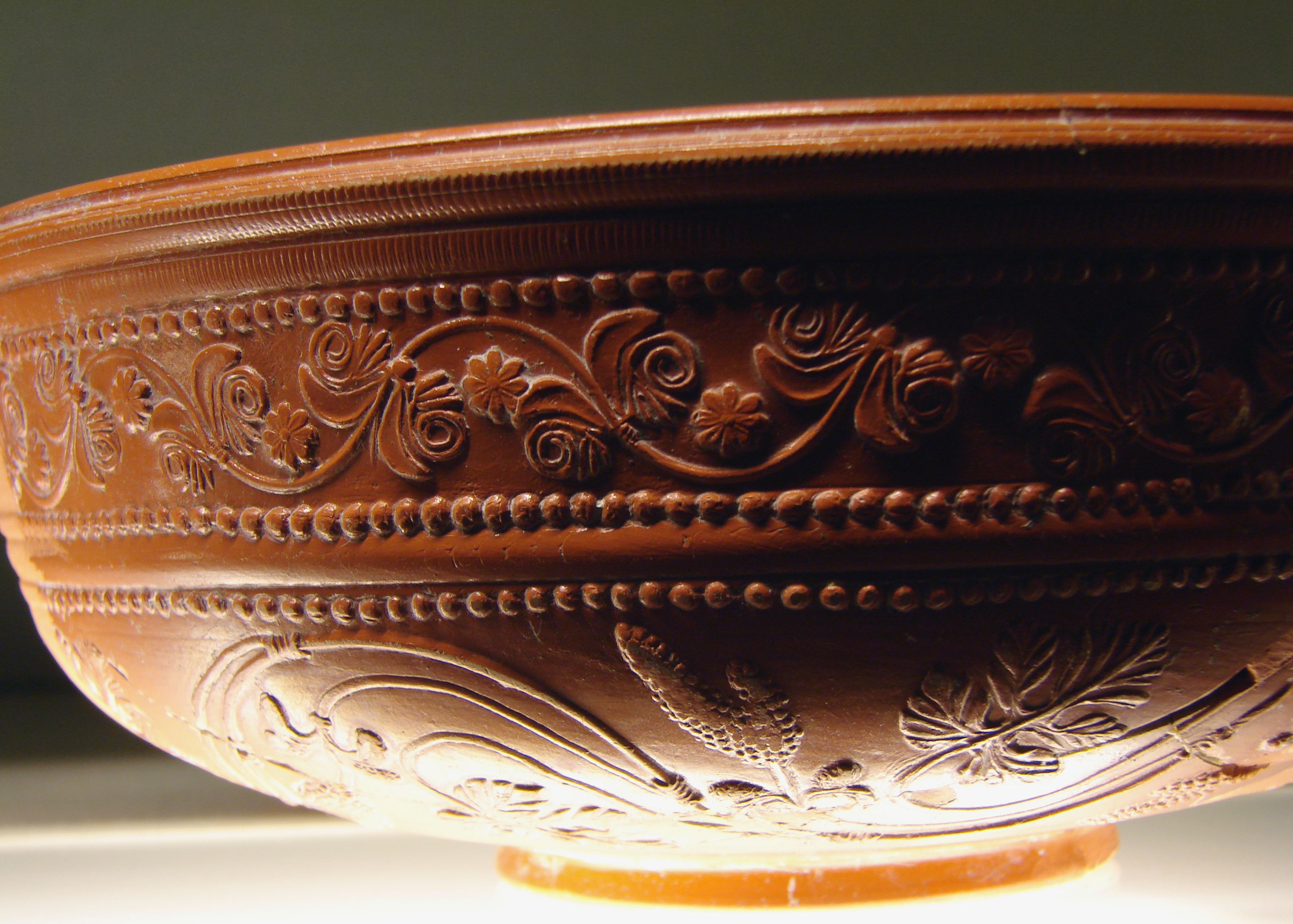

أُنتج الفخار بكميات هائلة في روما القديمة، لأغراض نفعية في معظم الحالات. عُثر على الفخار في جميع أنحاء الإمبراطورية الرومانية السابقة وخارجها. يُعد جبل تيستاشيو، تلًا ضخمًا للنفايات في روما، وهو مصنوع بالكامل تقريبًا من أمفورات محطمة كانت تُستخدم لنقل وتخزين السوائل والمنتجات الأخرى، ربما يكون زيت الزيتون الإسباني في الغالب، والذي يُحتمل أنه نُقل إلى مكان قريب واستُخدم كوقود رئيسي من أجل الإضاءة، إلى جانب استخدامه في المطبخ والغسيل في الحمامات.
يُقسم الفخار المنزلي الروماني عادة إلى الأواني الخشنة والأواني الناعمة. الأواني الخشنة هي الأواني والأطباق والأوعية الفخارية المستخدمة في الطبخ أو تخزين ونقل الأطعمة والسلع الأخرى، وفي بعض الحالات تُستخدم كأدوات للمائدة أيضًا وغالبًا ما تُصنع وتُشترى محليًا. كانت الأواني الناعمة هي الأواني أو أدوات المائدة التي يُقدم فيها الطعام بشكل أكثر رسمية، وعادة ما يُتاجر بها عبر مسافات طويلة، ليس فقط داخل مقاطعات مختلفة من الإمبراطورية الرومانية، ولكن أيضًا بينها. على سبيل المثال، أُنتجت عشرات الأنواع المختلفة من الأواني البريطانية الخشنة والناعمة محليًا، مع ذلك استورد العديد من أنواع الفخار الأخرى من أماكن أخرى في الإمبراطورية. صُنعت الأواني الناعمة مثل التيرا سيجلاتا في مجمعات تتضمن ورش عمل كبيرة، نُظمت على طول الخطوط الصناعية وأُنتجت مواد عالية الجودة تلائم التصنيف الدقيق والمنهجي.
ليس هناك نظير روماني مباشر للرسم الفني على المزهريات في اليونان القديمة، وقد نجا عدد قليل من القطع ذات الأهمية الفنية البارزة، ولكن هناك قدرًا كبيرًا من أدوات المائدة الناعمة والعديد من الأشكال الصغيرة، غالبًا ما استُخدمت كمصابيح للزيت أو ما شابه ذلك، وفي كثير من الأحيان مثلت مواضيع دينية أو جنسية. تباينت عادات الدفن الرومانية بمرور الوقت واختلاف المكان، لذا فإن الأوعية المودعة كبضائع جنائزية، وهي المصدر المعتاد للأواني الفخارية القديمة الكاملة، ليست كثيرة العدد دائمًا، على الرغم من أن جميع المواقع الرومانية قد أنتجت العديد من القطع الخزفية المحطمة. يُعد الفخار «الناعم» بدلًا من الفخار الراقي، القوة الرئيسية للفخار الروماني، على عكس الزجاج الروماني، الذي غالبًا ما استخدمته النخبة جنبًا إلى جنب مع أدوات المائدة الذهبية أو الفضية، ويمكن أن يكون باهظ الثمن ومكلفًا للغاية. يتضح من خلال الكميات الموجودة أن الفخار الناعم كان يُستخدم على نطاق واسع من الناحيتين الاجتماعية والجغرافية. يميل الفخار الأغلى ثمنًا إلى استخدام الزخرفة الناتئة، وعادة ما تكون مصبوبة بدلًا من رسمها، وغالبًا ما تُنسخ الأشكال والزخارف من الأعمال المعدنية الأكثر شهرة. استمرت التقاليد المحلية خاصة في الإمبراطورية الشرقية، وهُجنت مع الأساليب الرومانية بدرجات متفاوتة. تدهورت جودة الفخار منذ القرن الثالث بشكل مطرد، ويرجع ذلك جزئيًا إلى الاضطرابات الاقتصادية والسياسية، ولأن الأواني الزجاجية حلت محل الفخار في أكواب الشرب (فضل الأثرياء الفضة في جميع الأحوال).
استُخدم الطين المشوي أو الطين النضيج على نطاق واسع في العصر الروماني للأغراض المعمارية، مثل الطوب والبلاطات الإنشائية وأحيانًا بغرض الزخرفة المعمارية ولصنع التماثيل الصغيرة والمصابيح. لا يصنف علماء الآثار هذه الأشياء تحت مسمى «الفخار»، ولكن الطين النضيج والمصابيح ستُذكر في هذه المقالة. يُعتبر الفخار مادة أساسية في تأريخ وفهم المواقع الأثرية من العصر الحجري الحديث وما بعده، وقد درسه علماء الآثار لأجيال. أُنتج الخزف في العصر الروماني، واستُخدم بكميات هائلة، ويُعد الأدب الذي يتناول هذا الموضوع بلغات عديدة كثيرًا للغاية.

## الأواني الناعمة

### أواني التيرا سيجلاتا أو الحمراء اللامعة
يستخدم علماء الآثار تسمية «الأواني الناعمة» للفخار الروماني المخصص لتقديم الطعام والشراب على المائدة، على عكس الأواني المصممة للطبخ وإعداد الطعام والتخزين والنقل وأغراض أخرى. على الرغم من وجود العديد من أنواع الفخار الناعم، على سبيل المثال، أوعية الشرب في الأواني الناعمة للغاية ذات الأوجه الرقيقة، والفخار المزخرف بطلاء زجاجي من الرصاص، تتبادر إلى الذهن الفئة الرئيسية وهي الأواني الرومانية ذات اللمعان الأحمر في إيطاليا والغال، والتي تُصنع وتُتداول على نطاق واسع منذ القرن الأول قبل الميلاد وحتى أواخر القرن الثاني الميلادي، والمعروفة باسم تيرا سيجلاتا. تمتلك هذه الأوعية طبقات ناعمة وصلبة إلى حد ما مخبوزة بشكل جيد ويتدرج لونها بين البرتقالي إلى الوردي، مع سطح لامع بشكل طبعيي يتراوح لونه من البرتقالي الفاتح حتى الأحمر الساطع. يمكن للاختلافات في اللون والملمس لكل من بنية الجسم والانزلاق، بالإضافة إلى أشكال الأوعية والتصاميم على الأشكال المزخرفة، أن تمكن الطالب المدرب من تحديد مصدر وتاريخ وورشة العمل الفردية بدقة تامة. كانت الأواني الخزفية المصنوعة في أريستو في توسكانا، هي النوع البارز من الفخار الناعم في القرن الأول قبل الميلاد وأوائل القرن الأول الميلادي، وخلفها أدوات ساميان التي صُنعت في عدد من المراكز في بلاد الغال وفرنسا الحديثة وألمانيا. مع ذلك، فقد تنوع تعريف كل هذه المصطلحات وتطور عبر الأجيال العديدة التي دُرست المادة خلالها. تشترك الأواني ذات اللمعان الأحمر من الناحية الفنية، في الكثير من القواسم المشتركة مع الفخار اليوناني السابق، لكن الأشكال المزخرفة تستخدم زخرفة ناتئة بدلًا من الرسم.
تنتمي الأواني الأفريقية الحمراء المُزلقة (إيه آر إس) إلى نفس التقليد، وقد استمر صنعها بعد ذلك أكثر من تلك سيجلاتا الإيطالية والغالية، واستمر ذلك حتى الفتح الإسلامي. أثرت (إيه آر إس) بدورها على إنتاج الأواني الحمراء المزلقة الفوكيية، التي شاع استخدامها في شرق البحر الأبيض المتوسط، وظهرت أحيانًا في أقصى الغرب مثل جنوب فرنسا وبريطانيا.
أُنتجت الأنواع ذات الصلة من هذه الأواني في آسيا الصغرى وفي المناطق الشرقية الأخرى من الإمبراطورية (أواني سيجلاتا الشرقية)، بينما كان لدى المقاطعات الأيبيرية أيضًا صناعات محلية تُنتج التيرا سيجلاتا الإسبانية، والتي امتلكت بعض أوجه التشابه مع المنتجات الغالية.